# Comitato europeo per la formazione e l'agricoltura
Il Comitato europeo per la formazione e l'agricoltura (CEFA) è un'organizzazione non governativa di cooperazione internazionale e sviluppo sostenibile, fondata a Bologna il 23 settembre 1972 per iniziativa di Giovanni Bersani e di padre Angelo Cavagna, che si propone di realizzare progetti per contribuire a vincere fame e povertà.

## Campi di attività
Gli interventi sono finalizzati allo sviluppo sostenibile delle regioni rurali tramite azioni rivolte ai settori agricolo, zootecnico, dell'energia e della tutela ambientale, della difesa e recupero delle acque, a cui si associano attività specifiche di animazione sociale, formazione e di educazione igienico-sanitaria.
I progetti devono rispondere ai bisogni primari delle popolazioni (cibo, acqua, salute, istruzione, organizzazione sociale). CEFA opera promuovendo la capacità delle popolazioni, attraverso soprattutto la formazione del personale delle associazioni locali impegnate nella gestione dei servizi avviati con il contributo dei volontari.
L'organizzazione opera prevalentemente nel Corno d'Africa  (Somalia, Kenya, Etiopia), in Tanzania e in Mozambico, ma anche in America Latina, attraverso programmi rurali integrati di interventi agricoli e azioni di sviluppo sociale, con la partecipazione delle comunità locali, affinché siano esse stesse protagoniste del loro sviluppo. 
In Italia svolge attività di educazione alla cittadinanza globale, finalizzate alla sensibilizzazione sui temi di contrasto alla discriminazione di genere e razzismo, con mostre, convegni, eventi, pubblicazioni e collaborazione con scuole e università.

## Affiliazioni e riconoscimenti
L'organizzazione è membro della Federazione degli organismi cristiani di servizio internazionale volontario (FOCSIV) e dell'Associazione delle organizzazioni non governative italiane. È riconosciuto ufficialmente dal Ministero degli affari esteri italiano e dall'Unione europea.

## Paesi in cui opera il CEFA
- Somalia
- Kenya
- Etiopia
- Mozambico
- Tanzania
- Libia
- Tunisia
- Marocco
- Ecuador
- Guatemala
- Italia